# Druzus Młodszy
Druzus Młodszy (Tiberius Claudius Drusus Castor; Drusus Iulius Caesar) (ur. 13 p.n.e. – zm. 14 września 23 n.e.) – syn cesarza rzymskiego Tyberiusza i Wipsanii Agrypiny. 
Sprawował urząd konsula w 15 i 21 r. Od 22 roku posiadał władzę trybuńską. Został otruty przez swoją żonę Liwillę w wyniku intrygi prefekta pretorianów Lucjusza Sejana. Pochowano go w Mauzoleum Augusta.
Wywód przodków:
| 4. Tyberiusz Klaudiusz Neron |  |                      |  |  |           |
|                              |  | 2. Tyberiusz         |  |  |           |
| 5. Liwia Druzylla            |  |                      |  |  |           |
|                              |  |                      |  |  | 1. Druzus |
| 6. Marek Agryppa             |  |                      |  |  |           |
|                              |  | 3. Wipsania Agrypina |  |  |           |
| 7. Cecilia Pomponia Attyka   |  |                      |  |  |           |
|                              |  |                      |  |  |           |

Tablica potomków:
- 1x Klaudia Julia Liwilla (od 4 n.e.)
  - Julia Helena
    - Rubeliusz Plaut
    - Rubelia

  - Tyberiusz Klaudiusz Gemellus
  - Klaudiusz Germanikus